# عائشة البلوشي
عائشة شهريار محمد البلوشي مواليد 23 يناير 1992 أثقال إماراتية، شاركت في بطولة 58 فئة الكيلو جرام وتمثيل دولة الإمارات العربية المتحدة في المسابقات الدولية.
شاركت في بطولة العالم، وكان آخرها في بطولة العالم لرفع الأثقال لعام 2014.  احتلت المركز 16 في حدث 58 كجم سيدات في دورة الألعاب الأولمبية الصيفية 2016.   فازت بالميدالية الفضية في دورة الألعاب العربية 2011  ولكن تم القبض عليها وهي تستخدم عقاقير محسنة للأداء وجُردت من ميداليتها. 

## النتائج الرئيسية
| عام                  | مكان              | وزن           | انتزاع (كلغ)  | انتزاع (كلغ)  | انتزاع (كلغ)  | انتزاع (كلغ)  | كلين اند جيرك (كلغ) | كلين اند جيرك (كلغ) | كلين اند جيرك (كلغ) | كلين اند جيرك (كلغ) | مجموع         | مرتبة         |
| عام                  | مكان              | وزن           | 1             | 2             | 3             | مرتبة         | 1                   | 2                   | 3                   | مرتبة               | مجموع         | مرتبة         |
| بطولات العالم        | بطولات العالم     | بطولات العالم | بطولات العالم | بطولات العالم | بطولات العالم | بطولات العالم | بطولات العالم       | بطولات العالم       | بطولات العالم       | بطولات العالم       | بطولات العالم | بطولات العالم |
| -------------------- | ----------------- | ------------- | ------------- | ------------- | ------------- | ------------- | ------------------- | ------------------- | ------------------- | ------------------- | ------------- | ------------- |
| 2014                 | ألماتي، كازاخستان | 58 كجم        | 70            | 70            | 70            | -             | 80                  | 83                  | 86                  | 29                  | 0             | -             |
| 2010                 | أنطاليا، تركيا    | 58 كجم        | 40            | 42            | 45            | 29            | 52                  | 58                  | 61                  | 27                  | 103           | 26            |
| دورة الألعاب العربية |                   |               |               |               |               |               |                     |                     |                     |                     |               |               |
| 2011                 | الدوحة، قطر       | 58 كلغ        | 62            | 65            | 70            | دق            | 75                  | 80                  | 80                  | دق                  | 145           | دق            |

## روابط خارجية
- http://www.thenational.ae/sport/olympics/uae-at-rio-2016-weightlifter-aisha-al-balooshi-at-start-of-a-journey-in-olympics
- http://www.emirates247.com/sports/emirati-weightlifter-aisha-al-balushi-qualises-for-rio-olympics-2016-06-30-1.634574
- http://sport360.com/article/olympics/188641/ayesha-al-balushi-bows-out-on-high-after-achieving-personal-best-at-rio-2016/
- http://sport360.com/article/other/more-sports/184708/interview-aisha-al-balushi-out-to-upset-the-apple-cart-at-rio-olympic-games-after-dream- المؤهل/
- https://web.archive.org/web/20170821002402/https://vision.ae/sport/all/rio-2016-aisha-al-balooshi-ready-for-lift-off
- http://stepfeed.com/uae-s-amna-al-haddad-has-lifted-a-nation-3000